# Луїс-Енріке Мендес
Луїс-Енріке Мендес Ласо (ісп. Luis Enrique Méndez Lazo; нар. 16 листопада 1973, Пінар-дель-Ріо, провінція Пінар-дель-Ріо) — кубинський борець греко-римського стилю, чемпіон світу, семиразовий чемпіон та срібний призер Панамериканських чемпіонатів, дворазовий чемпіон Панамериканських ігор, володар Кубку світу, учасник Олімпійських ігор.

## Життєпис
Боротьбою почав займатися з 1986 року.
Виступав за борцівський клуб «Серро Пеладо» Гавана. Тренери — Леонель Перес, Педро Валь.

## Спортивні результати на міжнародних змаганнях

### Виступи на Олімпіадах
| Змагання                    | Збірна | Вагова категорія                 | Місце |
| --------------------------- | ------ | -------------------------------- | ----- |
| Літні Олімпійські ігри 2000 | Куба   | греко-римська боротьба, до 85 кг | 5     |

### Виступи на Чемпіонатах світу
| Змагання                        | Збірна | Вагова категорія                 | Місце  |
| ------------------------------- | ------ | -------------------------------- | ------ |
| Чемпіонат світу з боротьби 1999 | Куба   | греко-римська боротьба, до 85 кг | Золото |
| Чемпіонат світу з боротьби 2001 | Куба   | греко-римська боротьба, до 85 кг | 7      |
| Чемпіонат світу з боротьби 2002 | Куба   | греко-римська боротьба, до 84 кг | 13     |
| Чемпіонат світу з боротьби 2003 | Куба   | греко-римська боротьба, до 84 кг | 14     |
| Чемпіонат світу з боротьби 2005 | Куба   | греко-римська боротьба, до 84 кг | 10     |

### Виступи на Панамериканських чемпіонатах
| Змагання                                   | Збірна | Вагова категорія                 | Місце  |
| ------------------------------------------ | ------ | -------------------------------- | ------ |
| Панамериканський чемпіонат з боротьби 1997 | Куба   | греко-римська боротьба, до 85 кг | Золото |
| Панамериканський чемпіонат з боротьби 1998 | Куба   | греко-римська боротьба, до 85 кг | Золото |
| Панамериканський чемпіонат з боротьби 2000 | Куба   | греко-римська боротьба, до 85 кг | Срібло |
| Панамериканський чемпіонат з боротьби 2001 | Куба   | греко-римська боротьба, до 85 кг | Золото |
| Панамериканський чемпіонат з боротьби 2002 | Куба   | греко-римська боротьба, до 84 кг | Золото |
| Панамериканський чемпіонат з боротьби 2003 | Куба   | греко-римська боротьба, до 84 кг | Золото |
| Панамериканський чемпіонат з боротьби 2005 | Куба   | греко-римська боротьба, до 84 кг | Золото |
| Панамериканський чемпіонат з боротьби 2006 | Куба   | греко-римська боротьба, до 84 кг | Золото |

### Виступи на Панамериканських іграх
| Змагання                  | Збірна | Вагова категорія                 | Місце  |
| ------------------------- | ------ | -------------------------------- | ------ |
| Панамериканські ігри 1999 | Куба   | греко-римська боротьба, до 85 кг | Золото |
| Панамериканські ігри 2003 | Куба   | греко-римська боротьба, до 84 кг | Золото |

### Виступи на Кубках світу
| Змагання                    | Збірна | Вагова категорія                 | Місце  |
| --------------------------- | ------ | -------------------------------- | ------ |
| Кубок світу з боротьби 2005 | Куба   | греко-римська боротьба, до 84 кг | Золото |

### Виступи на інших змаганнях
| Змагання                                                        | Збірна | Вагова категорія                 | Місце  |
| --------------------------------------------------------------- | ------ | -------------------------------- | ------ |
| Центральноамериканські і Карибські ігри 2006                    | Куба   | греко-римська боротьба, до 84 кг | 5      |
| Тестовий турнір FILA 1998                                       | Куба   | греко-римська боротьба, до 85 кг | 7      |
| Гран-прі Німеччини з боротьби 2002                              | Куба   | греко-римська боротьба, до 84 кг | Золото |
| Олімпійський кваліфікаційний турнір з боротьби 2004 (Новий Сад) | Куба   | греко-римська боротьба, до 84 кг | 10     |
| Олімпійський кваліфікаційний турнір з боротьби 2004 (Ташкент)   | Куба   | греко-римська боротьба, до 84 кг | 5      |
| Гран-прі Німеччини з боротьби 2005                              | Куба   | греко-римська боротьба, до 84 кг | Золото |